# 约瓦娜·普雷科维奇
约瓦娜·普雷科维奇（1996年1月20日—），塞尔维亚女子空手道运动员。她曾代表塞尔维亚参加2020年夏季奥林匹克运动会空手道比赛，获得女子61公斤级金牌。